# 長蛇號
長蛇號（Ormen Lange）是一艘著名的維京長船，是為了挪威國王奧拉夫一世（995－1000年在位）而建，它是當時最長且最雄偉的長船。
在西元990年代後期，國王奧拉夫一世在國內發起了「十字軍」，將基督教引入挪威，當他往北航行至Hålogaland省時來到了今日位於謝爾斯塔德村的小王國，當地的國王Raud den ramme拒絕改信基督教。
隨之而來的戰爭發生於紹特斯特勞門海峽間，漩渦阻擋了國王的援軍迫使國王敗逃，他繼續向北航行，待數周後待漩渦轉弱後回航返回並贏了戰爭。國王俘虜了Raud並給他在死或改宗中做選擇。薩迦記載奧拉夫王試著要使Raud改宗但Raud咒罵耶穌之名，國王怒不可抑，將"kvanstilk"（一枝管子）塞入Raud的喉嚨然後放了條蛇，後用燒鐵來迫使蛇鑽入Raud的喉嚨，那蛇吃穿了Raud一邊的軀體並殺死了他。在勝利過後國王沒收了Raud的財物尤其是Raud那艘被改名為Ormen（蛇）的船。他將船帶到特隆赫姆，將它當作自己新船的設計樣板，造了艘比「蛇」更長了一對艙的新船，並命名為Ormen Lange（長蛇）。
這艘船據說有34個艙，意即有34對槳與68名划槳手（以及額外船員），根據考古證據推測（例如Gokstad ship），「長蛇」近乎有45公尺長，船的兩側高的異常，如同北歐單桅商船（Knarr）那樣。
這艘船最後在奧拉夫王在西元1000年的Svolder之戰陣亡時被敵軍聯盟捕獲（他的屍體從沒被發現，有些故事說國王跳進水中，因盔甲重量沉沒或在亂軍中逃出）。
這段叫Ormurin Langi故事在傳統法羅群島民謠（Kvæði）有所傳唱。

## 來源
- Björn Landstöm, The Ship: Illustrated History (1961)